# Falling into You
Falling into You é o quarto álbum de estúdio em língua inglesa da cantora canadense Céline Dion, lançado em 11 de março de 1996 pela Columbia/Epic. É o terceiro álbum mais vendido de toda década de 1990 e um dos álbuns mais vendido da história da música por uma cantora solo, vendendo em torno de 32 milhões de cópias pelo mundo e ganhando vários prêmios, como Grammy, American Music Awards e World Music Awards. Contém hits da cantora como "Because You Loved Me" (topo da parada da Billboard), "It's All Coming Back to Me Now" e "All By Myself". Falling into You está na lista dos 200 álbuns definitivos no Rock and Roll Hall of Fame.

## Faixas
O álbum Falling into You contém quatorze faixas em sua edição padrão, das quais nenhuma contou com a composição da intérprete. 
| N.º | Título                           | Compositor(es)                                        | Duração |  |
| 1.  | "It's All Coming Back to Me Now" | Jim Steinman                                          | 3:14    |  |
| 2.  | "Because You Loved Me"           | Diane Warren                                          | 3:56    |  |
| 3.  | "Falling Into You"               | Marie Claire D'Ubaldo / Rick Nowels / Billy Steinberg | 4:14    |  |
| 4.  | "Make You Happy"                 | Andy Marvel                                           | 3:20    |  |
| 5.  | "Seduces Me"                     | Dan Hill / John Sheard                                | 3:50    |  |
| 6.  | "All By Myself"                  | Eric Carmen                                           | 3:09    |  |
| 7.  | "Declaration of Love"            | Claude Gaudette / Michael Jay                         | 3:19    |  |
| 8.  | "Dreamin' of You"                | Peter Barbeau / Aldo Nova                             | 3:29    |  |
| 9.  | "I Love You"                     | Aldo nova                                             | 4:40    |  |
| 10. | "If That's What It Takes"        | Phil Galdston / Jean-Jacques Goldman                  | 3:40    |  |
| 11. | "I Don't Know"                   | Phil Galdston / Jean-Jacques Goldman                  | 3:29    |  |
| 12. | "River Deep, Mountain High"      | Jeff Barry / Ellie Greenwich / Phil Spector           | 3:26    |  |
| 13. | "Call the Man"                   | Andy Hill / Peter Sinfield                            | 4:13    |  |
| 14. | "Fly"                            | Phil Galdston / Jean-Jacques Goldman                  | 3:40    |  |

## Créditos
Lista-se abaixo os profissionais envolvidos na elaboração de Falling into you, adaptado do portal AllMusic.
| - Composição - Peter Barbeau, Jeff Barry, Eric Carmen, Marie Claire D'Ubaldo, Phil Galdston, Claude Gaudette, Jean-Jacques Goldman, Ellie Greenwich, Andy Hill, Dan Hill, Michael Jay, Andy Marvel, Aldo Nova, Rick Nowels, John Sheard, Peter Sinfield, Phil Spector, Diane Warren - Produção - Jean-Jacques Goldman, Rick Hahn, David Foster, Gary Hasse, Hill, John Beverly Jones, Steve Rinkoff, Billy Steinberg, Jim Steinman - Programação - Eric Benzi, Jeff Bova, Charles Clouser, Simon Franglen, Rick Hahn, John Beverly Jones, - Masterização - Gustavo Borner - Engenharia - Eric Benzi, Kyle Bess, Paul Boutin, Osie Bowe - Vocais - Celine Dion | - Mixagem - Chris Brooke, Humberto Gatica, Dan Hetzel, Rick Kerr, Glen Marchese, Steve MacMillan, Tony Phillips - A&R - Fernando Grediaga - Vocais de apoio - Armando Ávila, Juan Carlos Moguel - Sintetizadores - Tommy Barbarella, Jon McLaughlin, Will Owsley, Isaac Hasson - Guitarra - Armando Ávila - Bateria - Gregg Bissonette - Percussão - Ken Chastain, John Fields - Baixo - Jimmy Johnson - Teclado - John Gilutin, Ruy Folguera, Armando Ávila |